# Mesângio
Em histologia, o mesângio é uma estrutura formada pelas células mesangiais e matriz mesangial, localizado entre os capilares do glomérulo.

## Funções
- Sustentação do glomérulo[2]
- Regulação da filtração glomerular. As células mesangiais possuem a capacidade de se contrair, reduzindo o fluxo de sangue no glomérulo, contribuindo para a redução da filtração glomerular.[1]
- Produção local de prostaglandina E2, substância com propriedade vasodilatadora.[3]
- Produção local de fatores de crescimento e citocinas.[4]
- Fagocitose de imunocomplexos, lipídeos e outras macromoléculas.[5]
- Sitio de ação de várias substâncias: vasopressina, angiotensina II, fator de ativação plaquetária, tromboxano, leucotrienos. Essas substâncias causam a contração das células mesangiais, reduzindo a filtração glomerular.[3]